# Alain Jégou
Pour les personnes ayant le même patronyme, voir Jégou.
Alain Jégou est un poète français né le 7 octobre 1948 à Larmor-Plage (Morbihan) et mort le 6 mai 2013 à Ploemeur.

## Biographie
Ancien marin pêcheur à Lorient, Alain Jégou est un poète d'esprit proche de ceux de la Beat Generation. Sa poésie est inspirée par les vents du large et par les Amérindiens.
Il a obtenu le prix Livre et Mer Henri-Queffélec 2008 au festival Livre et Mer de Concarneau pour Passe Ouest et Ikaria LO 686070, publiés aux Éditions Apogée. Il est lauréat du prix Xavier Grall 2008 pour ce même ouvrage.
Il reçoit le prix de la Compagnie des Pêches au festival Étonnants voyageurs de Saint-Malo pour son roman Ne laisse pas la mer t'avaler publié aux Éditions des Ragosses (Apogée) et le prix Albatros de l'association Sail The World, Voiliers autour du Monde, en 2012.
Il a collaboré à la revue annuelle Spered Gouez / l'esprit sauvage et y a été rédacteur de la rubrique "Escale" de 2006 à 2013. 
Il meurt des suites d'un cancer le 6 mai 2013.

## Postérité
7 ans après sa disparition, la harpiste Mariannig Larc'hantec, qui a accompagné Alain Jégou dans des lectures poétiques, a publié chez Groix Editions Diffusion en 2020 un livre hommage au poète, La poésie n'aura pas chanté en vain, écrit à partir de ses souvenirs et d'archives prêtées par son épouse.

## Publications
- Vivisection, Éd. Millas-Martin, 1973.
- La Suie-robe des sentiers suicidaires, Éd. Samipec, 1978.
- Opaque, Éd. Vrac, Samuel Tastet éditions, 1981.
- Jusqu'à l'aube par effraction, gravure de Georges Le Bayon, Éd. Hôtel Continental, 1983.
- Amers, gravures de Jean-Claude Le Floch, Éd. Landsable, 1988.
- Partance, gravures de Jean-Claude Le Floch, Éd. Landsable, 1989.
- Totems d'ailleurs, Le Dé Bleu, 1991.
- Couleurs d'étreintes, 1991.
- Numa Naha, Wigwam éditions, 1993.
- Cocktail barbare, Éd. Alcatraz Presse, 1994.
- Comme du vivant d'écume, Éd. La Digitale, 1995.
- Fionie folie, Éd. Alcatraz Presse, 1995.
- Flanchent aussi les nuits, Éd. Barrio Chino, 1995.
- Comme du vivant d'écume, Éd. La Digitale, 1996.
- Abtrift/Dérive, Éd. AVA (Allemagne), 1996.
- A l'éperdu des songes, Éd. L'Atelier, 1996.
- Visage sans tain, Éd. L'Atelier, 1997.
- Paroles de sable, balade en territoire Navajo, Éd. La Digitale, 1997.
- Afflux, Éd. Atelier Landsable, 1998.
- La Grande Table, ouvrage collectif, Éd. La Digitale, 1998.
- Ikaria LO 686070, Éd. Travers, 1998.
- May Day, Éd. Gros Textes, 1999.
- Kerouac city blues, collectif, Éd. La Digitale, 1999.
- La Piste des larmes, Éd. Blanc Silex, 2000.
- Avis de tempête et de fort coup de dent dans la baraque des temps, Éd. La Digitale, 2001.
- Cocktail barbare, Livre audio, Éd. Archives Sonores Blockhaus, 2001.
- Chair de Sienne, Éd. Cadex, 2002.
- Jack Kerouac et la Bretagne, Éd. Blanc Silex, 2002.
- Flüchtige Schatten - Ombres furtives, Éd. AVA (Allemagne), 2003.
- Gracias a la vida, Éd. Le chat qui tousse, 2004.
- Ikaria LO 686070, carnet de bord, Éd. Blanc Silex, 2004.
- Symphonie érotique, Éd. Fibres Libres & L'Autre Rive, 2005.
- Juste de passage (paso por aqui), Éd. Citadel Road, 2005.
- Qui contrôle la situation?, Éd. La Digitale, 2005.
- O Felo., Éd. Amastra-N-Gallar (Galice, Espagne), 2007.
- Passe Ouest suivi de Ikaria LO 686070, Éditions Apogée, 2007.
- Cash suivi de Dérives & Ombres furtives, bilingue français-anglais, Éd. L'Autre Rive, 2007.
- "Je suis un cut-up vivant", Éd. L'Arganier, 2008. Ouvrage collectif autour de Claude Pélieu.
- Une meurtrière dans l'éternité, Éd. Estuaires (Luxembourg), 2009.
- Fatal Ressac, polar, en compagnie de Joëlle Quatresous, Éd. Les Chemins Bleus, 2010.
- Papy Beat Generation, en compagnie de Jean Azarel et Lucien Suel, Éd. Hors Sujet, 2010.
- Paysages écrit, avec Georges Le Bayon, Jacques Josse et Yves Prié, Éd. Folle Avoine, 2010.
- Ne laisse pas la mer t'avaler, polar, Éditions des Ragosses, Noire, Éditions Apogée, 2011.
- Une meurtrière dans l'éternité suivi de Boucaille, Éditions Gros Textes, 2012.
- Direct live, préface de Benoît Delaune, Éditions Apogée, 2015.

## Pour approfondir